# Фируз
Фируз је био јерменски хришћанин преобраћен у ислам, један од учесника у опсади Антиохије у Првом крсташком рату. 
Фируз је командовао кулом Две сестре у турском граду Антиохији којом је командовао Јаџи Сијан приликом крсташке опсаде 1098. године. Незадовољан због тога што је кажњен од стране неког антиохијског вође, одлучио је да прими награду коју му је крсташки вођа Боемунд нудио. Боемунд је од њега тражио да му омогући улазак у кулу. Наравно, Боемунд није никоме од крсташких вођа рекао за свој план већ је на саветовању тражио да Антиохију добије онај вођа који је освоји. 
У ноћи 3. јуна 1098. године шездесет Боемундових витезова прислонило је мердевине на кулу и ушло у њу. Ту их је дочекао Фируз. По речима непознатога хроничара, Фируз се веома уплашио када је видео колико је мало Франака и прво му је било питање: "Где је Боемунд"?. Ипак, било их је довољно да уклоне стражу око капије и да је онда отворе. Када је капија отворена, Боемундови крсташи су упали, а за њима и они које су водили Готфрид Бујонски и Роберт од Фландије. Тако су крсташи успели да освоје најутврђенији град на своме путу.